# ハナ・バス
- ハナ・バス
- ハナ・バース

ハナ・バス（英語: Hana Bath、日本名：石崎 波奈〈いしざき はな〉、2010年3月6日 - ）は、オーストラリアのフィギュアスケート選手（女子シングル）。
主な戦績は、オーストラリア選手権連覇（2023年・2024年）、2024年スワン杯ジュニアクラス優勝、オーストラリアジュニア選手権3連覇（2022年・2023年・2024年）など。

## 技術・演技
アクセルを含む全6種類の3回転ジャンプを跳ぶことができる。コンビネーションジャンプは、3回転ルッツ-3回転トウループ、3回転ルッツ-2回転アクセル-2回転アクセル、3回転フリップ-2回転トウループを跳ぶことが多い。
3回転アクセルは2025年世界ジュニア選手権のフリースケーティングで、3回転アクセル-2回転トウループとして公式戦において初めて成功させた。
また、4回転トウループや3アクセル-3トウループなどを成功させた動画を自身のSNSに投稿している。

## 競技成績

### ISUパーソナルベストスコア
- SP - ショートプログラム、FS - フリースケーティング
- TSS - 部門内合計得点（英: Total segment score）は太字
- TES - 技術要素点（英: Technical element score）、PCS - 演技構成点（英: Program component score）

| 部門 | 種類 | 得点   | 大会                     |
| ---- | ---- | ------ | ------------------------ |
| 総合 | TSS  | 179.00 | 2025年世界ジュニア選手権 |
| SP   | TSS  | 56.95  | 2025年世界ジュニア選手権 |
| SP   | TES  | 33.57  | 2023年JGP大阪            |
| SP   | PCS  | 23.95  | 2024年JGPバンコク        |
| FS   | TSS  | 122.05 | 2025年世界ジュニア選手権 |
| FS   | TES  | 70.09  | 2025年世界ジュニア選手権 |
| FS   | PCS  | 53.67  | 2023年JGP大阪            |

### 主な戦績
| 大会名               | 2022–23 | 2023–24 | 2024–25 |
| -------------------- | ------- | ------- | ------- |
| オーストラリア選手権 | 2位     | 1位     | 1位     |

- JGP - ISUジュニアグランプリシリーズ

| 大会名                       | 2022–23 | 2023–24 | 2024–25 |
| ---------------------------- | ------- | ------- | ------- |
| 世界ジュニア選手権           |         | 26位    | 10位    |
| JGP 無錫                     |         |         | 9位     |
| JGP バンコク                 |         |         | 7位     |
| JGP 大阪                     |         | 6位     |         |
| JGP バンコク                 |         | 13位    |         |
| スワン杯                     |         |         | 1位     |
| オーストラリアジュニア選手権 | 1位     | 1位     | 1位     |